# هامبتون (لندن)
هامبتون هي منطقة ضواحي على الضفة الشمالية لنهر التايمز، في منطقة لندن ريتشموند على نهر التايمز، إنجلترا،  والتي تضم قصر هامبتون كورت. يخدم هامبتون محطتان للسكك الحديدية ، إحداهما واحدة جنوب هامبتون كورت بريدج في إيست موليسي .

## روابط خارجية
- هامبتون واحد
- هامبتون
- هامبتون اون لاين
- شبكة الشعب هامبتون
- مشروع هامبتون للشباب
- هامبتون لأعمال المياه
- 9 صباح الثلاثاء اختبار صفارة إنذار الكلور
- نهر التايمز من هامبتون كورت إلى صنبيري لوك - منشآت مائية في هامبتون
- متحف تويكنهام